# Gustav von Rauch
Gustav Johann Georg von Rauch (ur. 1 kwietnia 1774 w Brunszwiku, zm. 2 kwietnia 1841 w Berlinie) – pruski generał piechoty, minister wojny, główny inspektor twierdz i szef Korpusu Inżynierów i Pionierów. Był jednym z projektantów Twierdzy Poznań. Gustav Georg von Rauch wprowadził naukowe podstawy projektowania fortyfikacji; zbudował też m.in. twierdzę w Koblencji, największą po Gibraltarze twierdzę Europy.

## Życiorys
Służbę w wojsku rozpoczął w 1788. W 1790 został podporucznikiem w Korpusie Inżynierów i został oddelegowany do pomocy ojcu, ówczesnemu majorowi Bonawenturze von Rauchowi, kierującego budową kilku fortów na ziemi kłodzkiej wchodzących w skład systemu obronnego powiązanego z twierdzą w Srebrnej Górze i twierdzą w Kłodzku. Ich projektantem był kapitan inżynier Ludwig Müller. Zadaniem umocnień nie była obrona, lecz wszczęcie alarmu na wypadek inwazji poprzez sygnalizację ogniem (rozpalenie ogniska).
W 1802 został mianowany porucznikiem w sztabie generalnym. W 1809 objął stanowisko dyrektora 2. Oddziału Generalnego Departamentu Wojny. Stopień pułkownika otrzymał w 1812. W 1833 został uhonorowany Orderem Orła Czarnego. 30 lipca 1837 został mianowany pruskim ministrem wojny, jednak w końcu następnego roku zachorował i w lutym 1841 poprosił o dymisję. W kwietniu 1840 nadano mu honorowe obywatelstwo Berlina. Wkrótce zmarł. Został pochowany na Cmentarzu Inwalidów w Berlinie.
Gustav von Rauch miał m.in. córkę Rozalię (1820–1879), z którą w 1853 książę pruski Albrecht Hohenzollern zawarł ślub morganatyczny. Pierwszą żoną Albrechta, z którą rozwiódł się w 1849, była Marianna Orańska.

## Odznaczenia
Odznaczenia gen. von Raucha to między innymi:
- Order Orła Czarnego
- Order Pour le Mérite z liśćmi dębu
- Krzyż Żelazny I klasy
- Kawaler Orderu Maksymiliana Józefa (Bawaria)
- Krzyż Wielki Orderu Gwelfów (Hesja)
- Order Świętego Andrzeja z brylantami (Imperium Rosyjskie)
- Order Świętego Aleksandra Newskiego z brylantami (Imperium Rosyjskie)
- Order Świętego Jerzego IV klasy (Imperium Rosyjskie)
- Order Świętego Włodzimierza I klasy (Imperium Rosyjskie)
- Order Świętej Anny I klasy (Imperium Rosyjskie)
- Krzyż Wielki Orderu Świętych Maurycego i Łazarza (Sardynia)